# 1071. grenadirski polk (Wehrmacht)
1071. grenadirski polk (izvirno nemško 1071. Grenadier-Regiment; kratica 1071. GR) je bil pehotni polk Heera v času druge svetovne vojne.

## Zgodovina
Polk je bil ustanovljen 1. julija 1944; 5. avgusta istega leta je bil razpuščen.